# UIC-Kennzeichnung der Triebfahrzeuge
Seit Anfang 2007 erhalten alle in Deutschland neu zugelassenen Triebfahrzeuge nach den Regeln der eindeutigen Fahrzeugnummer, denen auch die Wagennummern folgen, eine zwölfstellige Betriebsnummer, die ein Triebfahrzeug in einem europaweiten Fahrzeugeinstellungsregister eindeutig identifizierbar macht. Die eindeutige Fahrzeugnummer löste das UIC-Merkblatt 438-3 Kennzeichnung der Triebfahrzeuge ab. Eine vollständige Registernummer besteht aus 12 Ziffern. Die ersten zwei Ziffern stellen einen Bauartcode dar, die dritte und vierte kodieren wie bei den Wagennummern das Herkunftsland. Die Stellen fünf bis elf sind von dem jeweiligen Land frei definierbar, die zwölfte stellt eine Prüfziffer dar. Darauf folgt ein Länderkürzel und das Kürzel des Schienenfahrzeughalters.
Die Vergabe von zwölfstelligen Fahrzeugnummern war schon mit der Einführung der EDV-Nummern ab 1964 vorgesehen, jedoch war das Anschreiben dieser Nummern nur bei grenzüberschreitend eingesetzten Triebfahrzeugen gefordert. Im lange praktizierten Verkehr bis zu grenznah gelegenen Betriebswechselbahnhöfen durfte auf der Grundlage von gegenseitigen Vereinbarungen davon abgesehen werden. Der ursprüngliche EDV-Nummernplan sah für Triebfahrzeuge im Binnenverkehr sechsstellige Betriebsnummern zuzüglich der Selbstkontrollziffer vor. Die heutige fünfte Stelle sollte eine Korrekturmöglichkeit bieten, damit die Selbstkontrollziffer bei voller und verkürzter Darstellung identisch war. Nahezu alle europäischen Bahnverwaltungen verzichteten auf die zwölfstelligen Betriebsnummern, weil echte Triebfahrzeugdurchläufe bis zur Jahrtausendwende Ausnahmen blieben. Auch die verkürzten EDV-Nummern für Triebfahrzeuge wurden nur sehr zögernd eingeführt. Erst mit der Liberalisierung des Eisenbahnbetriebes als Folge der politischen Veränderungen in Mittel- und Osteuropa um 1990 und der Serienreife von elektrischen Mehrsystemtriebfahrzeugen etwa ab 2000 entstand die Notwendigkeit für einheitliche und eindeutige Triebfahrzeug-Betriebsnummern. Gleichzeitig, mit Einführung der eindeutigen Fahrzeugnummer, wurde das frühere Eigentumsmerkmal in eine Ländercodierung umdefiniert.
Die eindeutigen Fahrzeugnummern sind an beiden Fahrzeuglängsseiten in der festgelegten Form anzuschreiben. Zum Stichtag 1. August 2008 hätten auch sämtliche Bestandsfahrzeuge im Register erfasst und mit ihrer Registernummer versehen sein sollen. Vorhandene betreiberinterne Kennzeichnungen der Fahrzeuge blieben davon unberührt. Sie sind zusätzlich weiterhin zulässig. Es gibt bis heute vereinzelt Fahrzeuge, die im Register noch nachgetragen werden.

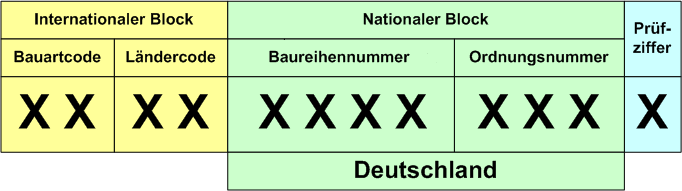
UIC-Baureihenschema für Triebfahrzeuge in Deutschland

## Internationaler Block

### Bauartcode
Die 9 als erste Ziffer des Bauartcodes bezeichnet die Eigenschaft »selbstfahrend«.
|    | Internationale Bedeutung                                                         | Bedeutung in Deutschland                                                                  | Bedeutung in der Schweiz                                              |
| -- | -------------------------------------------------------------------------------- | ----------------------------------------------------------------------------------------- | --------------------------------------------------------------------- |
| 90 | Sonstige                                                                         | nicht anderweitig erfasstes Triebfahrzeug, zum Beispiel Dampflokomotive                   | Dampflokomotiven, Triebfahrzeuge Schmalspur                           |
| 91 | Elektrische Lokomotive                                                           | Elektrische Lokomotive mit mehr oder gleich 100 km/h Höchstgeschwindigkeit                | Elektrolokomotive mit Zugsicherung                                    |
| 92 | Diesellokomotive                                                                 | Diesellokomotive mit mehr oder gleich 100 km/h Höchstgeschwindigkeit                      | Diesellokomotive mit Zugsicherung                                     |
| 93 | Elektrischer Triebzug (Hochgeschwindigkeitszug) [Triebwagen oder Beiwagen]       | Elektrische Triebwagen mit mehr oder gleich 190 km/h Höchstgeschwindigkeit                | Elektrischer Triebwagen oder Triebzug für Hochgeschwindigkeitsverkehr |
| 94 | Elektrischer Triebzug (außer Hochgeschwindigkeitszug) [Triebwagen oder Beiwagen] | Elektrische Triebwagen mit weniger als 190 km/h Höchstgeschwindigkeit                     | Elektrischer Triebwagen oder Triebzug                                 |
| 95 | Dieseltriebzug [Triebwagen oder Beiwagen]                                        | Dieseltriebwagen                                                                          | Dieseltriebwagen oder -triebzug                                       |
| 96 | Spezieller Beiwagen                                                              | Besondere Beiwagen                                                                        | Schmalspurwagen                                                       |
| 97 | Elektrische Rangierlok                                                           | Elektrische Lokomotive mit weniger als 100 km/h Höchstgeschwindigkeit (Rangierlokomotive) | Elektrische Lokomotive ohne oder mit vereinfachter Zugsicherung       |
| 98 | Dieselrangierlokomotive                                                          | Diesellokomotive mit weniger als 100 km/h Höchstgeschwindigkeit (Rangierlokomotive)       | Diesellokomotive ohne oder mit vereinfachter Zugsicherung             |
| 99 | Sonderfahrzeug                                                                   | Bahndienstfahrzeuge                                                                       | Dienstfahrzeuge (mit oder ohne Eigenantrieb)                          |

Bis 2007 wurde die zweite Stelle des Bauartcodes von Bahnverwaltungen mit nationalen vierstelligen Reihennummern, da die fünfte Stelle der UIC-Nummer als Korrekturmöglichkeit nicht zur Verfügung stand, so gewählt, dass die Selbstkontrollziffer der verkürzten und vollen Darstellung übereinstimmt. So findet man bei den ÖBB sowohl an das die heutige Regelung angepasste Fahrzeugnummern (siehe Beispiele) z. B. 91 81 1144 117-9 als auch weiterhin nach altem Schema gekennzeichnete Fahrzeuge z. B. 93 81 4020 306-9 (Bauartcode 93 obwohl es sich um keinen Hochgeschwindigkeitszug handelt), bei diesen Fahrzeugen erfolgt erst in den letzten Jahren und nur im Fall von Ausbesserungen, die Anschrift aller 12 Stellen.

### Ländercode
Siehe UIC-Ländercode

## Nationaler Block

### Deutschland
In Deutschland wurde vom Eisenbahn-Bundesamt das nationale Fahrzeugeinstellungsregister eingeführt. Das EBA ist auch für die Vergabe der Fahrzeugregisternummern zuständig. Der national individuell belegbare Teil dieser Nummer (5.–11. Ziffer) besteht aus einer vierstelligen Baureihennummer und der dazugehörigen dreistelligen Ordnungsnummer des Fahrzeugs in dieser Baureihe.
Um die Umzeichnung für die Deutsche Bahn zu vereinfachen, wurde bei der Wahl der Baureihennummer für Bestandsfahrzeuge der DB die erste der vier Ziffern so gewählt, dass die Nummer aus dem bisherigen Baureihenschema der DB ohne Veränderung der Prüfziffer weiterverwendet werden kann. Nur bei den Verbrennungstriebwagen der DB wurde eine Anpassung dieser Kontrollnummer nötig. Für neue Fahrzeuge der DB, wie die 2008 erstmals bei der DB eingesetzten Maschinen der Alstom Baureihe 1214 gilt das nicht. Obwohl sie betreiberintern als Baureihe 262 klassifiziert ist, erhielt sie eine Registernummer entsprechend ihrer vom Hersteller beantragten Baureihe.
Durch die Verpflichtung zur Einstellung ins Fahrzeugregister werden auch Fahrzeuge und Baureihen erfasst, die nie bei einer deutschen Staatsbahnverwaltung zum Einsatz kamen. Diesen wird vom EBA eine neue Baureihennummer zugewiesen, die sich nicht mehr am historischen Vergabesystem der Deutschen Bahn orientiert. Dieses führt bei Eisenbahnliebhabern zu Missverständnissen, da die Baureihenbezeichnungen nun generell vierstellig sind und keinen Rückschluss auf den Typ des Fahrzeuges mehr zulassen: Es wird zusätzlich der Inhalt der ersten beiden Stellen, also des Bauartcodes, benötigt.
Beispiel
Die existierende Baureihe „0128“ würde, wenn man probierte, aus den letzten drei Stellen eine klassische DB-Baureihennummer lesen zu wollen, zu einer Ellok führen. Da diese Baureihe aber im Kontext des Bauartcodes „98“ steht, bezeichnet sie eine Rangierdiesellok. Die dafür früher bei der Deutschen Bahn verwendete Form mit der dreistelligen Baureihenbezeichnung „3xy“ oder „2xy“ lässt sich in der neuen Baureihennummer nicht mehr finden. Die klassischen Zuordnungsnummern sind also obsolet und lassen sich nur noch in den Registernummern ehemaliger Staatsbahnfahrzeuge finden.
Fahrzeuge, die sowohl bei der DB als auch bei NE-Bahnen zum Einsatz kommen, werden in der gleichen Baureihe geführt. Die Unterscheidung ist durch das Halterkürzel jederzeit möglich. Ein Vorteil des Systems liegt in der Einfachheit eines Halterwechsels, denn das Fahrzeug kann dabei seine Registernummer behalten. Es erfolgt nur eine Anpassung des Kürzels. Bei einem weitreichenden Umbau kann allerdings eine Änderung der eigentlichen Nummer zu einer passenderen Baureihe nötig werden.

## Prüfziffer
Um fehlerhafte Fahrzeugnummern zu erkennen, befindet sich am Ende der UIC-Nummer an der 12. Stelle eine Prüfziffer, die mit dem Luhn-Algorithmus erzeugt wird. Bei der Eingabe im Computer kann über die Prüfziffer eine Plausibilitätskontrolle durchgeführt werden.

## Fahrzeughalterkennung
Für jedes EVU, das Fahrzeuge in das Fahrzeugregister einstellt, ist eine europaweit eindeutige Kennung notwendig. Diese wird über das Eisenbahn-Bundesamt beantragt und ist Bestandteil der angeschriebenen Nummer. Die Liste der Halterkennungen findet sich auf den Seiten der European Rail Agency.

## Beispiele

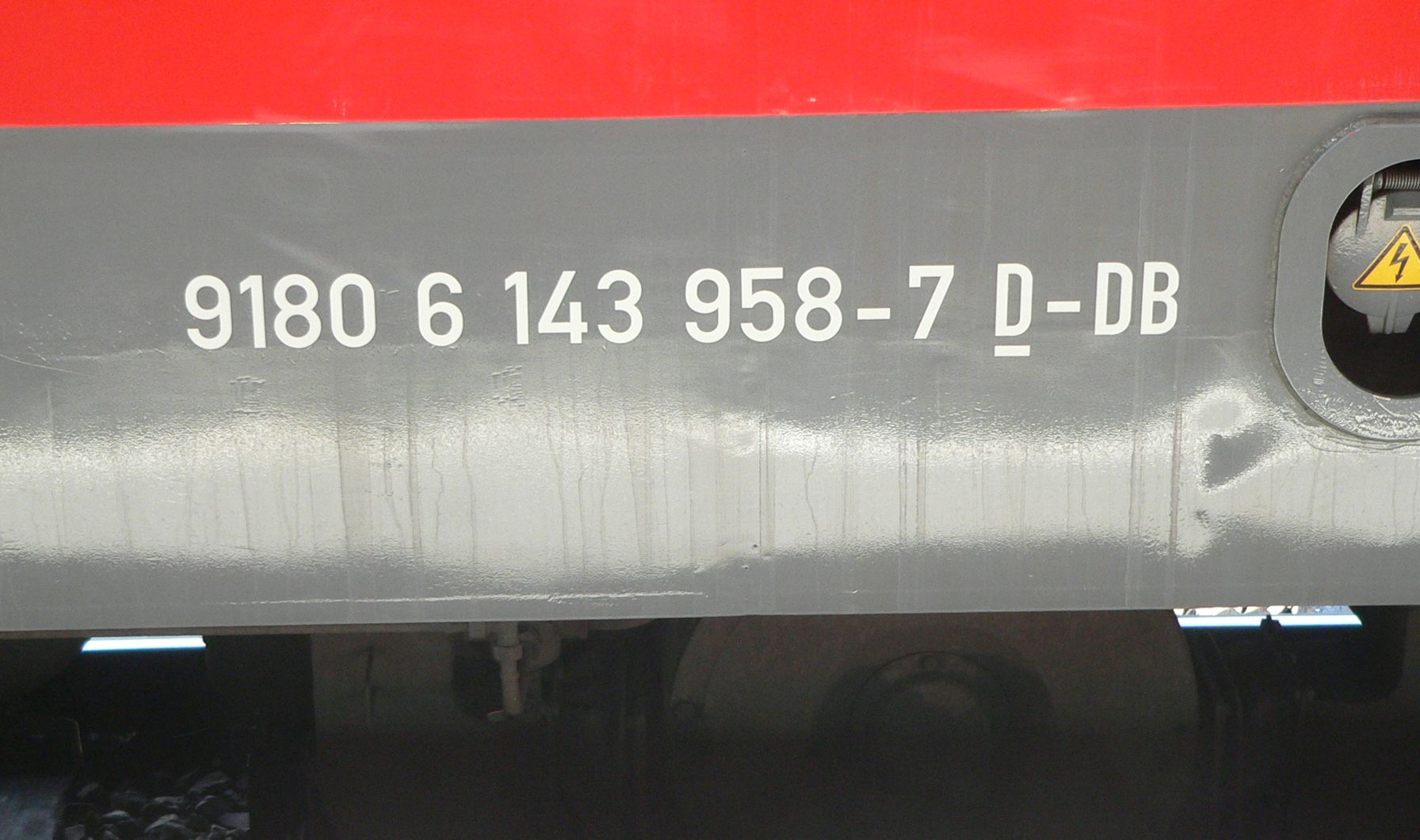
Beispiel einer UIC-Fahrzeugnummer (Deutschland)

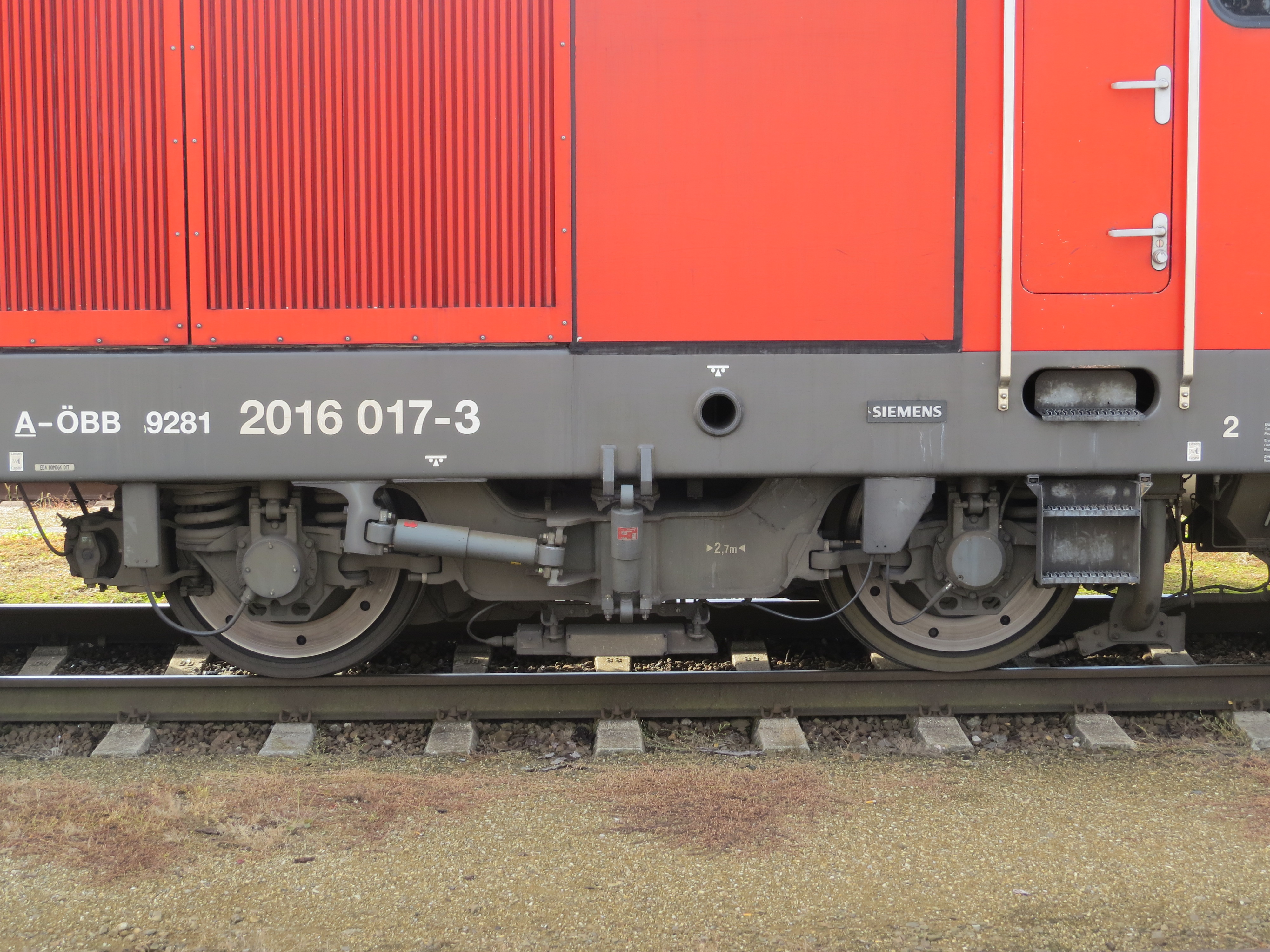
Beispiel einer UIC-Fahrzeugnummer (Österreich)

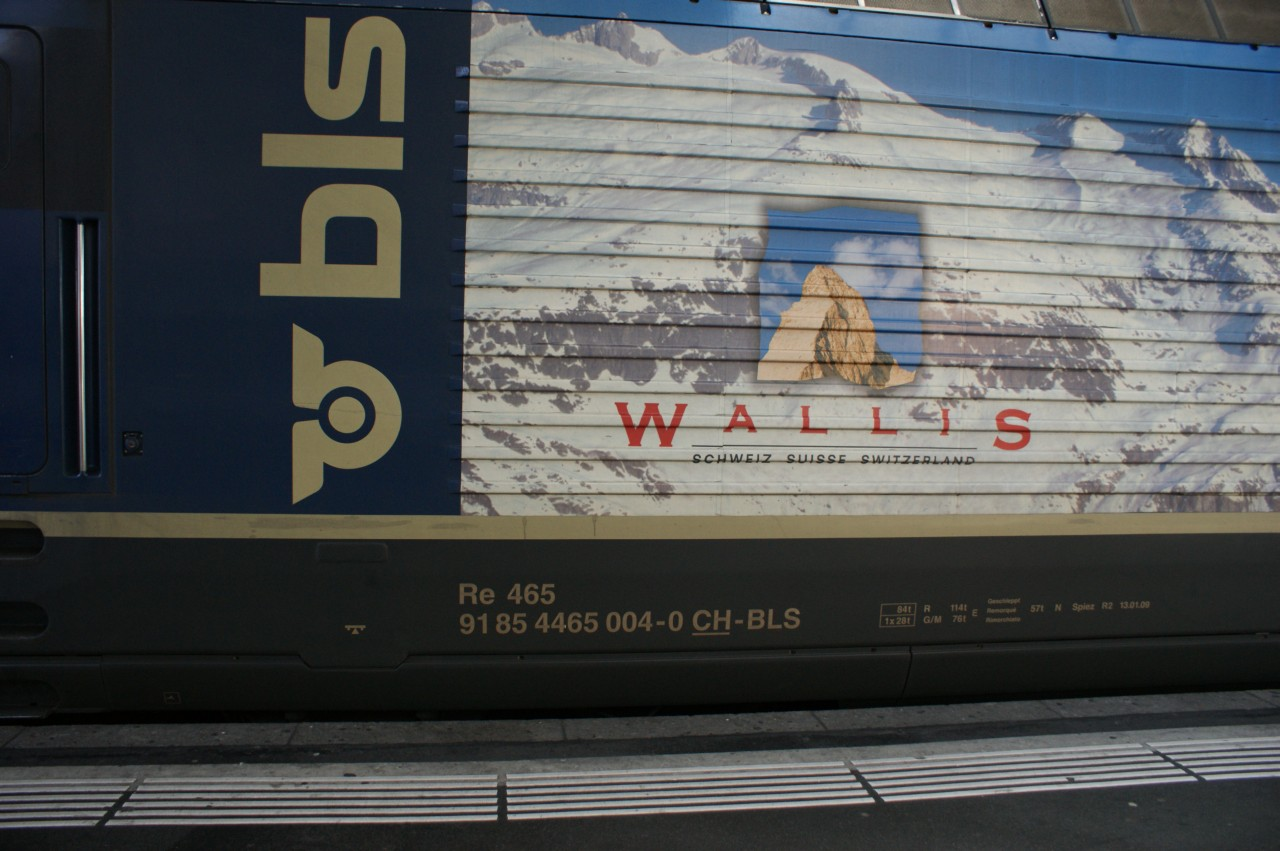
Beispiel einer TSI-konformen Europäischen Fahrzeugnummer (Schweiz). Die Lok hatte zuvor die UIC-Nummer 95 63 0 465 004-0

| Bedeutung von 91 80 6143 958-7 D-DB | Bedeutung von 91 80 6143 958-7 D-DB                                                |
| ----------------------------------- | ---------------------------------------------------------------------------------- |
| 91                                  | Bauartbezeichnung, hier: elektrische Lokomotive, Höchstgeschwindigkeit ab 100 km/h |
| 80                                  | Ländercode, hier: Deutschland                                                      |
| 6143                                | Typencode des Eisenbahn-Bundesamtes, hier eine Ellok der Baureihe 143              |
| 958                                 | Ordnungsnummer                                                                     |
| 7                                   | Prüfziffer                                                                         |
| D-DB                                | Angabe des Fahrzeughalters, hier Deutsche Bahn                                     |

| Bedeutung von 92 81 2016 017-3 A-ÖBB | Bedeutung von 92 81 2016 017-3 A-ÖBB                                  |
| ------------------------------------ | --------------------------------------------------------------------- |
| 92                                   | Bauartbezeichnung, hier: Diesellok, Höchstgeschwindigkeit ab 100 km/h |
| 81                                   | Ländercode, hier: Österreich                                          |
| 2016                                 | Hier eine Diesellok der ÖBB-Baureihe 2016                             |
| 017                                  | Ordnungsnummer                                                        |
| 3                                    | Prüfziffer                                                            |
| A-ÖBB                                | Angabe des Fahrzeughalters, hier Österreichische Bundesbahnen         |

| Bedeutung von 91 85 4465 004-0 CH-BLS | Bedeutung von 91 85 4465 004-0 CH-BLS                   |
| ------------------------------------- | ------------------------------------------------------- |
| 91                                    | Bauartbezeichnung, hier: elektrische Streckenlokomotive |
| 85                                    | Ländercode, hier: Schweiz                               |
| 4                                     | Ausgleichsziffer, damit die Prüfziffer nicht ändert     |
| 465                                   | Hier eine Ellok BLS Re 465                              |
| 004                                   | Ordnungsnummer                                          |
| 0                                     | Prüfziffer                                              |
| CH-BLS                                | Angabe des Fahrzeughalters, hier BLS AG                 |